# Föreningen Svenskt Orgelbyggeri
Föreningen Svenskt Orgelbyggeri, även förkortat FSO, är en förening för orgelbyggare som bildades 2 mars 1986. Föreningen bildades på grund av att konstnärskapet med orglar höll på att försvinna och det höll på att bli mer affärsmässig syn på hantverket. En allt mer fabriksmässig tillverkning av orglar höll på att träda fram.

## Syfte med föreningen
Syfte med är att främja orgeln som instrument. De vill bland annat verka för en förståelse för äldre orgelkonst och bevara dessa.

## Föreningsmedlemmar
- 1988-2013 Arvidsson Orgel & Cembalobyggare AB
- 1988- Smedmans Orgelbyggeri AB
- 1988-2018 Grönlunds Orgelbyggeri AB
- 1988- Instrumentbyggare (orgelbyggeri) AB
- 1988-2017 Åkerman & Lund Orgelbyggeri AB
- 1988-2015 Orgelbyggare Mads Kjersgaard
- 1988- Orgelbyggare Nils-Olof Berg
- 1988-2018 Robert Gustavsson Orgelbyggeri AB
- 1988-2018 Arkitekt SAR Ulf Oldæus
- -2013 Krischer Intonation
- 2013-2018 Ålems Orgelverkstad AB
- 2013-2018 Orgelbyggare Tomas Svenske AB
- 2013-2018 Bergenblad & Jonsson Orgelbyggeri
- 2013-2018 Tostareds Kyrkorgelfabrik
- 2013-2017 A. Mårtenssons Orgelfabrik AB
- 2018 T Hanssons Orgelservice AB
- 2018 Orgelbyggare Anders Sällström AB
- 2013-2018 Karl Nelson Orgelbyggeri AB